# Stictoptera penicillum
Stictoptera penicillum är en fjärilsart som beskrevs av Herrich-Schäffer 1868. Stictoptera penicillum ingår i släktet Stictoptera och familjen nattflyn. Inga underarter finns listade i Catalogue of Life.